# Montalegre
Montalegre é uma vila raiana portuguesa localizada na sub-região do Alto Tâmega, pertencendo à região do Norte e ao distrito de Vila Real. 
É sede do município de Montalegre que tem uma área total de 805,46 km2, 9.261 habitantes em 2021 e uma densidade populacional de 11 habitantes por km2, subdividido em 25 freguesias. O município é limitado a norte pela região espanhola da Galiza, a leste por Chaves, a sudeste por Boticas, a sul por Cabeceiras de Basto, a sudoeste por Vieira do Minho e a oeste por Terras de Bouro.

## Freguesias

Freguesias do município de Montalegre.

O município de Montalegre está dividido em 25 freguesias:
- Cabril
- Cambeses do Rio, Donões e Mourilhe
- Cervos
- Chã
- Covelo do Gerês
- Ferral
- Gralhas
- Meixedo e Padornelos
- Montalegre e Padroso
- Morgade
- Negrões
- Outeiro
- Paradela, Contim e Fiães
- Pitões das Júnias
- Reigoso
- Salto
- Santo André
- Sarraquinhos
- Sezelhe e Covelães
- Solveira
- Tourém
- Venda Nova e Pondras
- Viade de Baixo e Fervidelas
- Vila da Ponte
- Vilar de Perdizes e Meixide

## Geografia
O ponto mais elevado do município encontra-se no Pico da Nevosa, a 1546 metros de altitude, na Serra do Gerês. Este é o ponto mais alto da Serra do Gerês e da Região Norte.
Também se encontram outras serras neste concelho, como a Serra da Cabreira, a Serra do Barroso e a Serra do Larouco. 
O concelho de Montalegre é, com Boticas, um dos dois concelhos do Barroso. Um pouco mais de 26,25% da superfície do concelho faz parte do Parque Nacional da Peneda-Gerês, sendo dos concelhos que o integram aquele que contribui com maior área para o Parque (21 174 ha, ou  211,74 km²).

## Política

### Eleições autárquicas[5]
| Data | %       | V       | %     | V     | %            | V            | %              | V       | %              | V       | %              | V  | Participação   |                |
| Data | PPD/PSD | PPD/PSD | PS    | PS    | FEPU/APU/CDU | FEPU/APU/CDU | CDS-PP         | CDS-PP  | PSD-CDS        | PSD-CDS | BE             | BE | Participação   |                |
| ---- | ------- | ------- | ----- | ----- | ------------ | ------------ | -------------- | ------- | -------------- | ------- | -------------- | -- | -------------- | -------------- |
| Data | 1976    | 55,03   | 4     | 29,38 | 3            | 4,60         | -              | 4,20    | -              |         |                |    |                | 56,05 / 100,00 |
| 1979 | 63,39   | 5       | 24,70 | 2     | 7,55         | -            |                |         | 68,84 / 100,00 |         |                |    |                |                |
| 1982 | 49,25   | 4       | 40,17 | 3     | 3,26         | -            | 65,06 / 100,00 |         |                |         |                |    |                |                |
| 1985 | 45,68   | 4       | 41,62 | 3     | 2,09         | -            | 5,87           | -       | 63,93 / 100,00 |         |                |    |                |                |
| 1989 | 43,28   | 3       | 47,11 | 4     | 1,73         | -            | 4,07           | -       | 65,28 / 100,00 |         |                |    |                |                |
| 1993 | 44,65   | 3       | 50,88 | 4     | 0,49         | -            | 1,03           | -       | 65,32 / 100,00 |         |                |    |                |                |
| 1997 | 42,45   | 3       | 50,53 | 4     | 0,92         | -            | 2,48           | -       | 61,94 / 100,00 |         |                |    |                |                |
| 2001 | 43,71   | 3       | 46,70 | 4     | 2,37         | -            | 3,04           | -       | 63,27 / 100,00 |         |                |    |                |                |
| 2005 | CDS-PP  | CDS-PP  | 52,89 | 4     | 0,68         | -            | PPD/PSD        | PPD/PSD | 40,80          | 3       | 2,29           | -  | 67,59 / 100,00 |                |
| 2009 | CDS-PP  | CDS-PP  | 59,99 | 5     | 0,81         | -            | PPD/PSD        | PPD/PSD | 34,30          | 2       | 1,40           | -  | 61,46 / 100,00 |                |
| 2013 | CDS-PP  | CDS-PP  | 58,87 | 5     | 1,58         | -            | PPD/PSD        | PPD/PSD | 34,43          | 2       |                |    | 54,90 / 100,00 |                |
| 2017 | CDS-PP  | CDS-PP  | 60,60 | 5     | 2,72         | -            | PPD/PSD        | PPD/PSD | 30,75          | 2       | 51,84 / 100,00 |    |                |                |
| 2021 | CDS-PP  | CDS-PP  | 51,17 | 4     | 1,93         | -            | PPD/PSD        | PPD/PSD | 42,35          | 3       | 54,37 / 100,00 |    |                |                |

### Eleições legislativas
| Data | %     | %     | %     | %     | %     | %     | %        | %     | %    | %     | %    | %   | %       | % | %  | %  |  |
| Data | PSD   | PS    | CDS   | PCP   | UDP   | AD    | APU/ CDU | FRS   | PRD  | PSN   | BE   | PAN | PSD CDS | L | CH | IL |  |
| ---- | ----- | ----- | ----- | ----- | ----- | ----- | -------- | ----- | ---- | ----- | ---- | --- | ------- | - | -- | -- |  |
| Data | 1976  | 40,43 | 29,74 | 12,62 | 3,51  | 0,77  |          |       |      |       |      |     |         |   |    |    |  |
| 1979 | AD    | 27,30 | AD    | APU   | 1,58  | 53,81 | 6,47     |       |      |       |      |     |         |   |    |    |  |
| 1980 | AD    | FRS   | AD    | APU   | 0,91  | 58,64 | 4,52     | 24,62 |      |       |      |     |         |   |    |    |  |
| 1983 | 47,18 | 34,50 | 4,25  | APU   | 0,77  |       | 5,09     |       |      |       |      |     |         |   |    |    |  |
| 1985 | 44,65 | 26,82 | 7,31  | APU   | 0,99  | 5,35  | 7,25     |       |      |       |      |     |         |   |    |    |  |
| 1987 | 59,68 | 25,78 | 2,90  | CDU   | 0,33  | 3,25  | 0,90     |       |      |       |      |     |         |   |    |    |  |
| 1991 | 62,46 | 28,15 | 2,20  | CDU   |       | 1,73  | 0,38     | 1,06  |      |       |      |     |         |   |    |    |  |
| 1995 | 48,29 | 42,96 | 3,36  | CDU   | 0,27  | 1,15  |          | 0,46  |      |       |      |     |         |   |    |    |  |
| 1999 | 42,59 | 48,00 | 3,54  | CDU   |       | 1,66  | 0,56     | 0,34  |      |       |      |     |         |   |    |    |  |
| 2002 | 52,87 | 38,55 | 3,86  | CDU   | 1,22  |       | 0,59     |       |      |       |      |     |         |   |    |    |  |
| 2005 | 41,66 | 48,28 | 3,96  | CDU   | 1,08  | 1,72  |          |       |      |       |      |     |         |   |    |    |  |
| 2009 | 40,87 | 45,49 | 5,28  | CDU   | 1,27  | 3,25  |          |       |      |       |      |     |         |   |    |    |  |
| 2011 | 50,24 | 37,01 | 5,31  | CDU   | 1,24  | 1,42  | 0,19     |       |      |       |      |     |         |   |    |    |  |
| 2015 | CDS   | 41,96 | PSD   | CDU   | 1,05  | 2,98  | 0,21     | 48,20 | 0,20 |       |      |     |         |   |    |    |  |
| 2019 | 36,52 | 47,09 | 3,09  | CDU   | 1,24  | 3,82  | 1,01     |       | 0,21 | 0,62  | 0,22 |     |         |   |    |    |  |
| 2022 | 40,14 | 46,74 | 1,12  | CDU   | 0,85  | 1,72  | 0,46     | 0,50  | 5,01 | 0,87  |      |     |         |   |    |    |  |
| 2024 | AD    | 36,47 | AD    | CDU   | 39,32 | 0,79  | 1,93     | 0,38  | 0,96 | 13,23 | 1,35 |     |         |   |    |    |  |

## Evolução da população do município
★ Os Recenseamentos Gerais da população portuguesa tiveram lugar a partir de 1864, regendo-se pelas orientações do Congresso Internacional de Estatística de Bruxelas de 1853. Encontram-se disponíveis para consulta no site do Instituto Nacional de Estatística (INE). 

| Número de habitantes | Número de habitantes | Número de habitantes | Número de habitantes | Número de habitantes | Número de habitantes | Número de habitantes | Número de habitantes | Número de habitantes | Número de habitantes | Número de habitantes | Número de habitantes | Número de habitantes | Número de habitantes | Número de habitantes | Número de habitantes |
| -------------------- | -------------------- | -------------------- | -------------------- | -------------------- | -------------------- | -------------------- | -------------------- | -------------------- | -------------------- | -------------------- | -------------------- | -------------------- | -------------------- | -------------------- | -------------------- |
| 1864                 | 1878                 | 1890                 | 1900                 | 1911                 | 1920                 | 1930                 | 1940                 | 1950                 | 1960                 | 1970                 | 1981                 | 1991                 | 2001                 | 2011                 | 2021                 |
| 18 539               | 19 939               | 19 702               | 20 731               | 22 066               | 20 065               | 21 158               | 24 572               | 29 724               | 32 728               | 22 925               | 19 403               | 15 464               | 12 762               | 10 537               | 9 261                |

(Obs.: Número de habitantes "residentes", ou seja, que tinham a residência oficial neste município à data em que os censos  se realizaram.)
| Número de habitantes por grupo etário | Número de habitantes por grupo etário | Número de habitantes por grupo etário | Número de habitantes por grupo etário | Número de habitantes por grupo etário | Número de habitantes por grupo etário | Número de habitantes por grupo etário | Número de habitantes por grupo etário | Número de habitantes por grupo etário | Número de habitantes por grupo etário | Número de habitantes por grupo etário | Número de habitantes por grupo etário | Número de habitantes por grupo etário | Número de habitantes por grupo etário |
| ------------------------------------- | ------------------------------------- | ------------------------------------- | ------------------------------------- | ------------------------------------- | ------------------------------------- | ------------------------------------- | ------------------------------------- | ------------------------------------- | ------------------------------------- | ------------------------------------- | ------------------------------------- | ------------------------------------- | ------------------------------------- |
|                                       | 1900                                  | 1911                                  | 1920                                  | 1930                                  | 1940                                  | 1950                                  | 1960                                  | 1970                                  | 1981                                  | 1991                                  | 2001                                  | 2011                                  | 2021                                  |
| 0-14 Anos                             | 6 415                                 | 7 163                                 | 6 372                                 | 6 729                                 | 8 213                                 | 9 924                                 | 11 626                                | 7 995                                 | 5 218                                 | 3 120                                 | 1 666                                 | 1 003                                 | 685                                   |
| 15-24 Anos                            | 3 741                                 | 3 652                                 | 3 528                                 | 3 602                                 | 4 147                                 | 5 195                                 | 5 322                                 | 3 555                                 | 3 401                                 | 2 079                                 | 1 643                                 | 979                                   | 689                                   |
| 25-64 Anos                            | 9 221                                 | 9 409                                 | 8 573                                 | 8 880                                 | 10 168                                | 12 504                                | 13 744                                | 9 180                                 | 8 102                                 | 7 086                                 | 5 966                                 | 5 074                                 | 4 216                                 |
| = ou > 65 Anos                        | 1 197                                 | 1 545                                 | 1 349                                 | 1 488                                 | 1 747                                 | 1 912                                 | 2 036                                 | 2 195                                 | 2 682                                 | 3 179                                 | 3 487                                 | 3 481                                 | 3 671                                 |

(Obs: De 1900 a 1950 os dados referem-se à população "de facto", ou seja, que estava presente no município à data em que os censos se realizaram. Daí que se registem algumas diferenças relativamente à designada "população residente")

## Clima
Montalegre possui um clima mediterrânico do tipo  Csb, ou seja, com verões amenos. Dias com mais de 30 ºC ocorrem raramente, cerca de 6 por ano em média, e os verões são secos, mas menos que no resto de Portugal continental, e as noites de verão são bastante frias. Os invernos são frios e muito chuvosos, sendo que dias abaixo de 0 ºC ocorrem com frequência, cerca de 57 por ano.
| Dados climatológicos para Montalegre                                | Dados climatológicos para Montalegre | Dados climatológicos para Montalegre | Dados climatológicos para Montalegre | Dados climatológicos para Montalegre | Dados climatológicos para Montalegre | Dados climatológicos para Montalegre | Dados climatológicos para Montalegre | Dados climatológicos para Montalegre | Dados climatológicos para Montalegre | Dados climatológicos para Montalegre | Dados climatológicos para Montalegre | Dados climatológicos para Montalegre | Dados climatológicos para Montalegre |
| Mês                                                                 | Jan                                  | Fev                                  | Mar                                  | Abr                                  | Mai                                  | Jun                                  | Jul                                  | Ago                                  | Set                                  | Out                                  | Nov                                  | Dez                                  | Ano                                  |
| ------------------------------------------------------------------- | ------------------------------------ | ------------------------------------ | ------------------------------------ | ------------------------------------ | ------------------------------------ | ------------------------------------ | ------------------------------------ | ------------------------------------ | ------------------------------------ | ------------------------------------ | ------------------------------------ | ------------------------------------ | ------------------------------------ |
| Temperatura máxima média (°C)                                       | 7,3                                  | 8,3                                  | 10,4                                 | 11,9                                 | 15,3                                 | 20,2                                 | 23,9                                 | 23,8                                 | 20,6                                 | 14,7                                 | 10,6                                 | 8,2                                  | 14,6                                 |
| Temperatura média (°C)                                              | 3,9                                  | 4,6                                  | 6,2                                  | 7,3                                  | 10,5                                 | 14,6                                 | 17,8                                 | 17,6                                 | 15,2                                 | 10,6                                 | 7,1                                  | 5                                    | 10                                   |
| Temperatura mínima média (°C)                                       | 0,5                                  | 1,1                                  | 2,1                                  | 3,2                                  | 5,7                                  | 9,1                                  | 11,7                                 | 11,4                                 | 9,9                                  | 6,5                                  | 3,5                                  | 1,8                                  | 5,5                                  |
| Precipitação (mm)                                                   | 196,7                                | 171                                  | 98,8                                 | 112,4                                | 112,2                                | 59,1                                 | 22,7                                 | 26,1                                 | 72,4                                 | 159,1                                | 150,9                                | 252,2                                | 1 433,6                              |
| Fonte: Instituto Português do Mar e da Atmosfera 13 de maio de 2020 |                                      |                                      |                                      |                                      |                                      |                                      |                                      |                                      |                                      |                                      |                                      |                                      |                                      |

## Património
- Castelo de Montalegre
- Parque Cávado
- Mamoas da Veiga
- Mosteiro de Santa Maria das Júnias (igreja e ruínas)
- Paço de Vilar de Perdizes

## Cultura
- Ecomuseu de Barroso

## Equipamentos

### Segurança

#### Quartéis de bombeiros
- Bombeiros Voluntários de Montalegre
- Bombeiros Voluntários de Salto

#### Postos territoriais de GNR
- Posto Territorial de Montalegre
- Posto Territorial de Venda Nova

### Saúde

#### Centros de saúde
- Centro de Saúde de Montalegre

#### Extensões de saúde
- Extensão de Saúde de Cabril
- Extensão de Saúde de Covelães
- Extensão de Saúde de Ferral
- Extensão de Saúde de Salto
- Extensão de Saúde de Solveira
- Extensão de Saúde de Venda Nova
- Extensão de Saúde de Viade de Baixo
- Extensão de Saúde de Vilar de Perdizes

## Montalegrenses ilustres
Literatura
- Bento da Cruz

Política
- António José de Barros e Sá
- Bento António Gonçalves

Ciclismo
- Acácio da Silva

Navegador
- João Rodrigues Cabrilho

Cultura
- Padre Fontes

Filantropia
- António Augusto de Seixas (1891 - 1958) - Agente da Guarda Fiscal, que salvou centenas de vidas durante a Guerra Civil Espanhola